# Nyvång

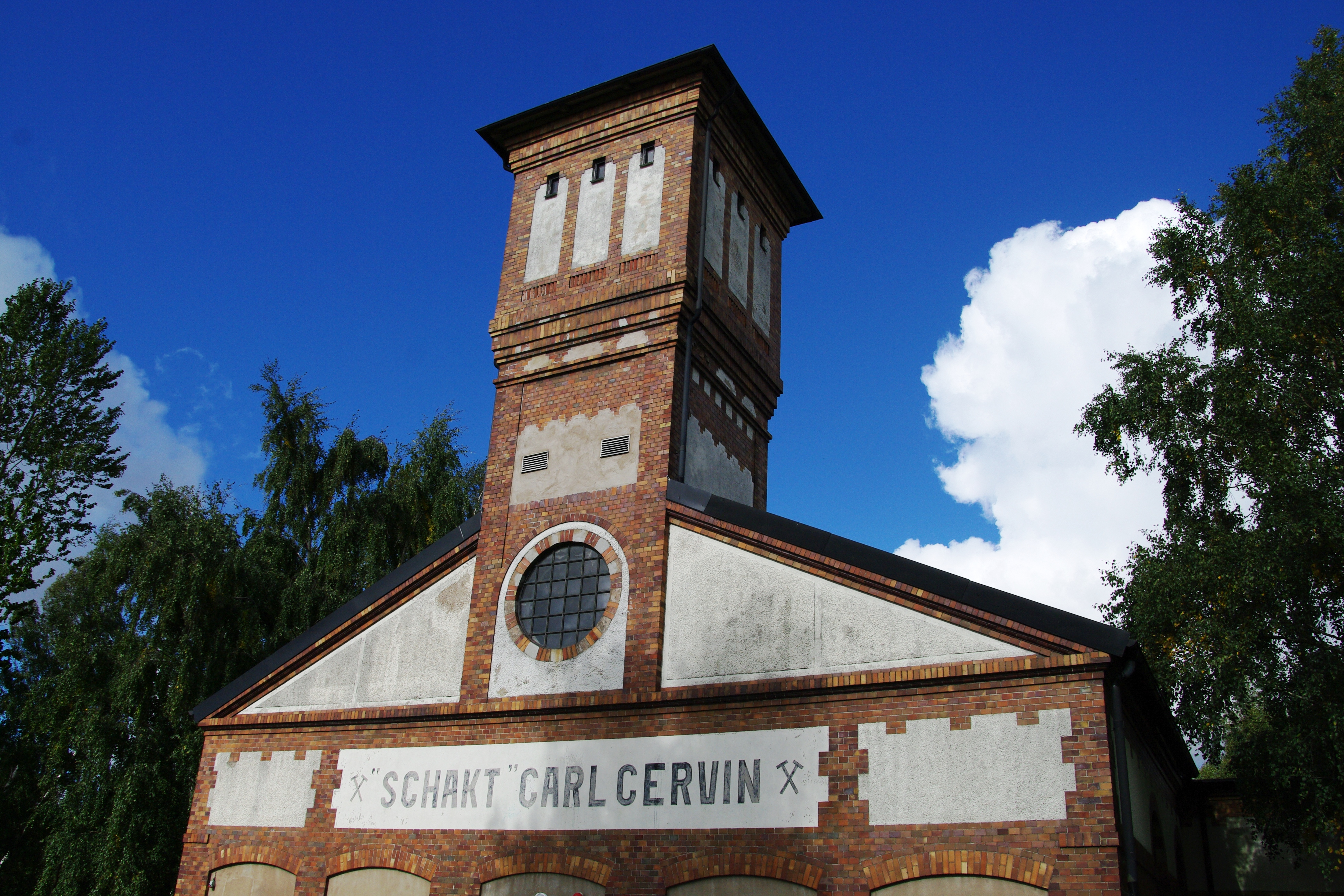
Nyvångs gruvmuseum är inrymt i gruvans f.d. pumphus.

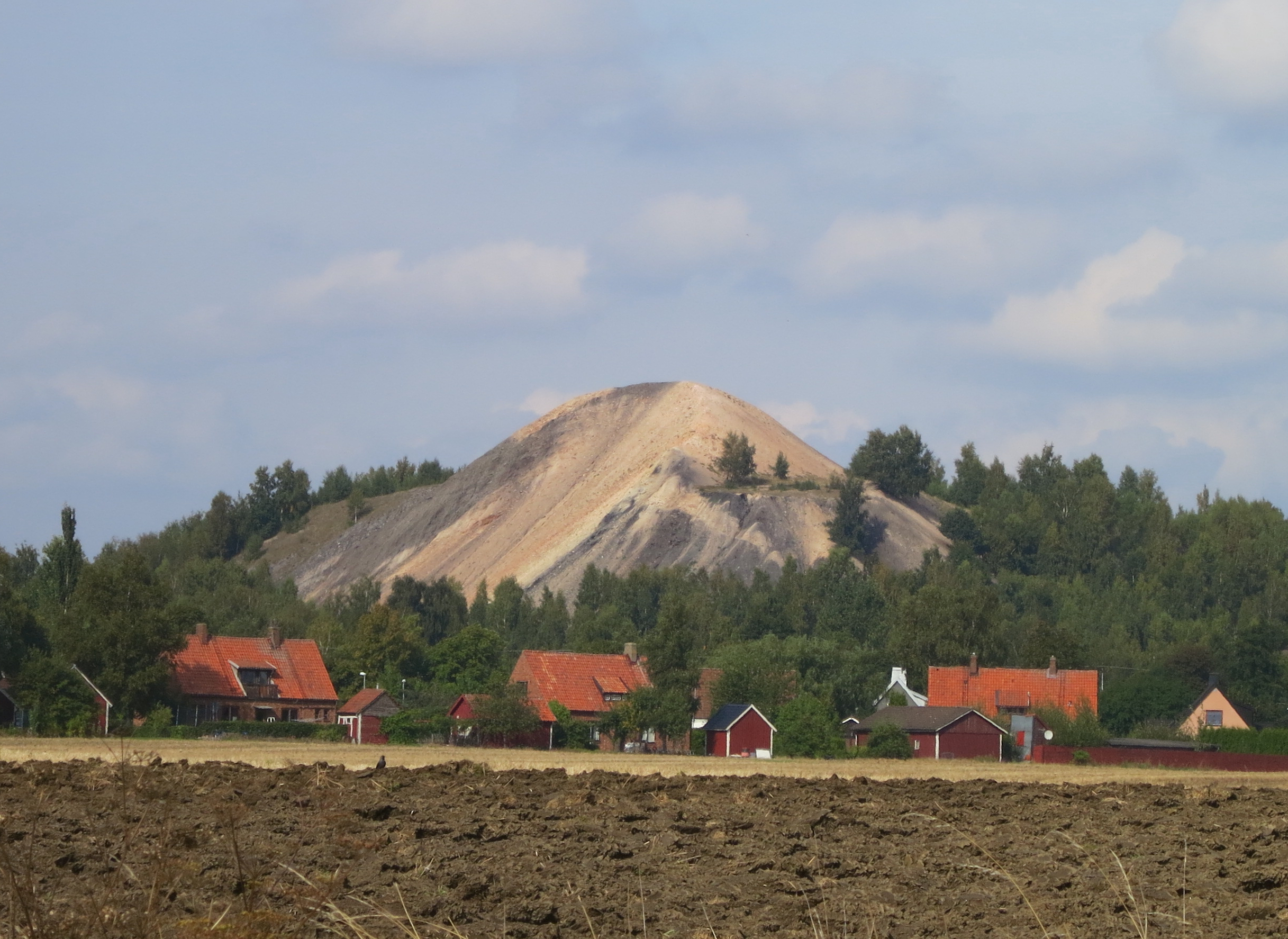
Slagghögen i Nyvång, idag något trädbeväxt.

Nyvång är en del av tätorten Åstorp i Åstorps kommun i Skåne län, belägen väster om E4.

## Nyvångs stenkolsgruva

### Bakgrund och tidig historia
I Nyvång fanns Skandinaviens genom tiderna största stenkolsgruva. Gruvan som hette schakt Carl Cervin (namnet efter bankiren och investeraren Carl Cervin d.y. Stockholm 1850–1919) började sänkas 1907 och drevs mellan 1911 och 1966. Det skulle dröja fyra år efter starten, innan gruvan gav vinst och investeraren började få avkastning på sina satsade pengar. År 1916, fem år efter starten, övergick ägandet av denna gruva till Höganäsbolaget (som räknar sin industrihistoria sedan 1797), som kom att driva den ända tills den lades ner.
Under denna tidsperiod på 55 år bröts och uppfordrades sju miljoner ton kol i denna del av kolfältet som kallades för Ormastorpsfältet. Rekordet var 2 424 gruvvagnar som på en dag hissades upp, motsvarande ett 500 meter långt set med järnvägsvagnar. Därutöver har två miljoner ton obrukbart material uppfordrats, och detta material har blivit den hög som idag står som ett monument över en era. 
Gruvan hade ett djup på 100 meter och hade som mest cirka 750 anställda, varav 500 under jord. Gruvarbetaryrket gick ofta "i arv" från far till söner och denna arbetsplats var den dominerande, inte bara på denna ort utan milsvida omkring. Kolflötserna, som var två, låg på vissa ställen så nära varandra att de gick att bryta samtidigt. Detta drog med sig den fördelen, att orten kunde drivas med högre till tak, än den i allmänhet gjordes. Flötserna var blandade med leror, både eldfasta och klinkerleror. A-flötsen hade ett skikt av kol och B-flötsen hade tre. Detta var internationellt sett en klen koltillgång. Jämfört med exempelvis Sveagruvan på Spetsbergen, där man hade kolflötser som var så mäktiga att man stod inne i flötsen med kol i golvet och kol i taket och arbetade.
Det var endast här i Skåne, som det förekom stenkol. Förutom detta kolfält, som sträckte sig från Höganäs i norr och till Ekeby i söder, fanns det en kolfyndighet i Stabbarpsområdet nära Eslöv som exploaterades. Ytterligare en kolfyndighet fanns i Fyledalen norr om Ystad. Denna låg dock på så stort djup, att den bedömdes olönsam att bryta.  
Gruvan var leverantör av kol till ett koleldat kraftverk, som låg intill gruvan. Detta kraftverk försörjde nordvästra Skåne med elenergi under en stor del av 1900-talet (det lades ner 1970). Under andra världskriget 1939–1945 levererades kol till bland annat Statens Järnvägar för drift av SJ:s ånglok. Anledningen till att gruvbolaget fick denna mäktiga kund, var att det inte gick att få hit tillräckliga mängder med importerat kol. Den tyska ubåtsflottan sänkte allt tonnage som kunde hittas, och där följde också vanliga fraktskepp med, oavsett om de hade någon större betydelse för utgången av kriget eller ej.[källa behövs]

### Senare historia
Slagghögen, lokalt kallad Bergbunken, (som är 60 meter hög) efter denna gruva, som numera är trädbevuxen, finns ännu kvar och syns vida omkring. 
Åker man E4 går det inte att undvika att se denna slagghög/bergbunke, som ligger på höger sida av vägen (från Stockholmshållet räknat), när man passerar Åstorp. Bunken är i dag klassad som kulturminnesmärke. Planer finns från kommunens sida att iordningställa området för rekreation. Åstorps kommun förvärvade år 2017 Bergbunken och området intill. Några planer vad som nu ska ske med området har inte ännu presenterats.[uppföljning saknas]
Mer än 50 mil gruvgångar finns under marken. Dessa gångar, som i dag är vattenfyllda, står i förbindelse med schakten i såväl Gunnarstorp som Bjuv.
Den gruvarbetare som är avbildad på de skyltar som står vid infarterna till Nyvång hette Otto Nilsson. Samma bild pryder även Brita Hardenbys bok, På kolgruvornas tid. Nyvångs gruvsamhälle skapades med ambitionen att åstadkomma ett idealsamhälle. Tekniskt och arkitektoniskt kom Nyvång att bli förebild för åtskilliga brukssamhällen i Sverige. Parallellt med att gruvschaktet sänktes byggdes bostäder, butiker, skola, tvättstugor, badhus och andra serviceinrättningar. Samma arkitektur förekommer i övriga gruvsamhällen i dessa trakter. Hyllinge, Billesholm, Bjuv, Gunnarstorp, Ekeby och Höganäs har ännu dessa kvarter med gruvhusbebyggelse kvar. Många av dessa hus är idag k-märkta. Klippan kan också uppvisa denna typ av bebyggelse, dock har där denna sitt ursprung i den pappersbruksmiljö som sedan flera hundra år ännu existerar på orten.  

### Höganäsbolaget
Höganäsbolaget, som (utom de första fem åren) ägde denna gruva, bistod även med en del sociala gärningar, vilket inte var vanligt bland arbetsgivare vid denna tidpunkt. När gruvarbetarna hade nått en ålder av 65 år (den allmänna pensionsåldern blev efter ett par år efter gruvans öppnande 67 år), ordnades lättare arbete till dem, i regel arbete ovan jord. Tilläggas kan att den allmänna pensionen enligt ett riksdagsbeslut först infördes den 21 maj 1913. Innan detta datum fanns inget skyddsnät för den som av åldersskäl eller av någon annan anledning inte kunde arbeta. Hade inte vederbörande några anhöriga som tog hand om personen i fråga, var det fattighuset som gällde. Denna institution försvann dock efter hand som vårt samhälle reformerades till det bättre. Dock hade Höganäs Stenkolsbolags Arbetarpensionsfond ett avtal med sina anställda som berättigade dem till pension, vars sammanlagda levnadsålder och arbetsålder hos bolaget uppgick till 95 år, varvid arbetsår före fyllda 21 levnadsår räknades som halva år. Även arbetare som genom obotlig sjukdom enligt bruksläkarens intyg var oförmögen till arbete och som arbetat hos bolaget i 10 år var berättigad till pension. Beloppet uppgick till 250 kronor per år, varav 156 kronor kontant och där naturaförmånerna bostad och bränsle beräknades till 94 kronor. I händelse av att pensionären inte bodde i bolagets lägenhet utbetalades hela beloppet kontant. För änkor utgick änkepension. På världsutställningen i Paris 1867 erhöll Höganäsbolaget guldmedalj och en stor summa pengar i pris för sina arbetarbostäder och övriga sociala åtaganden.
En annan förmån som gruvarbetarna åtnjöt på bolagets bekostnad var fri sjukvård till sig och sina familjer. Bolaget tillhandahöll också tjänstebostäder till de anställda. De anställda hade löneförmånen av att få 70 hl kol per gift person, och 35 hl per ogift person per år, vilket kallades lönekol. Vid gruvans nerläggning 1966 kunde bolagets hyresgäster köpa ut sina tjänstebostäder. Alla anställda blev också erbjudna nya arbeten inom Höganäskoncernen.

### Flötser
Med A- och B-flöts menas de kolkroppar som finns i två skikt, varav det skikt som finns närmast jordytan benämndes A och det undre B. Avståndet mellan dessa båda flötser kunde variera från 0 till 25 meter. Förutom denna variation fanns det förkastningar, vilket innebar att flötsen plötsligt tog slut och fortsatte på okänt djup. Den största kända förkastningen finns i den norra ändan av kolfältet, vid Höganäs. De största förkastningarna går i nordvästlig-sydöstlig riktning. Det gäller till exempel vad man kallar den "stora västra förkastningen" som sträcker sig från Kullaberg i syd-östlig riktning utmed Öresund. Vid Höganäs har språnghöjden vid denna förkastning uppmätts till 180 meter. 
Dessa flötser kunde variera i tjocklek, från någon decimeter till upp till en meter. Tjockleken benämndes flötsens "mäktighet". Flötserna innehöll inte endast kol utan bestod även av skiffer, sandsten, järnlersten, klinkerleror och eldfasta leror. Detta skiftade beroende på var i kolfältet man befann sig. På en del ställen kunde leran dominera. Se även artikeln om Skånes stenkolsförande formation.

### Nyvångs gruvmuseum
I anslutning till gruvområdet, inrymt i gruvans före detta pumprum, finns ett museum, som visar de 55 år av gruvdrift som har präglat Nyvång. Museet har öppet under sommarmånaderna. Det finns även ett liknande museum inrymt i hissbyggnaden vid gamla schakt III (Greve Strömfelts schakt) i Bjuv. Detta museum håller också öppet under sommarmånaderna.

## Dinoland
Ett försök att skapa en turistattraktion i Nyvång gjordes i slutet på 1990-talet, nämligen Dinoland, bestående av modeller av dinosaurier i full skala. Projektet varade bara några år. Kvarvarande dinosaurier i skulpturform användes som attribut vid en filminspelning 2011 av Äta sova dö.